# Rocío Muñoz Morales
Rocío Muñoz Morales (Madrid, 10 giugno 1988) è un'attrice, conduttrice televisiva, modella ed ex ballerina spagnola naturalizzata italiana.

## Biografia
Nata a Madrid, ma originaria del Sud della Spagna, Rocío (lett. "rugiada") inizia a studiare ballo fin da bambina. Dopo aver studiato giornalismo, frequenta l'Accademia di recitazione. Nel 2006 prende parte al tour mondiale di Julio Iglesias, con il quale lavora per diversi anni. Dopo l'esperienza come ballerina professionista, inizia la sua carriera televisiva e diventa popolare grazie alla sua partecipazione come insegnante di danza al programma Mira quién baila, edizione spagnola di Ballando con le stelle, di cui diventerà successivamente conduttrice sotto il titolo Bailando con las estrellas.
Nel 2009 esordisce come attrice nella serie televisiva La pecera de Eva, su Telecinco. Nel 2010 viene scelta per interpretare il ruolo della protagonista femminile nell'adattamento spagnolo di Casi Ángeles, serie argentina di grande successo. Nel 2011 prende parte alla seconda serie di Ángel o Demonio, per il canale spagnolo Telecinco, serie che le consente di farsi notare come attrice e grazie alla quale inizia a prendere parte ad altri progetti. Prima di trasferirsi in Italia, è protagonista della commedia Todo es posible en el bajo.

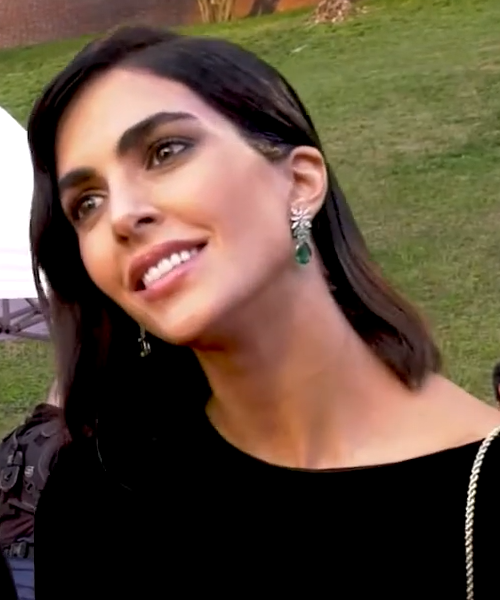
Rocío Muñoz Morales nel 2020

Nonostante negli ultimi anni Rocío abbia tralasciato il lavoro come modella per dedicarsi alla recitazione, restano tante le collaborazioni con diversi stilisti. Numerose sono le riviste per le quali posa: Elle, Vogue, Woman, Telva, Glamour, Vanity Fair, Grazia o Yo Donna. È inoltre l'immagine di svariati marchi, tra i quali: Vodafone, McLaren Mercedes, L'Oréal, Nescafé.
Nel 2012 la rete televisiva Telecinco la chiama per condurre il programma Premier Casino, al quale partecipa anche l'anno successivo. Sempre nel 2012, esordisce al cinema italiano nella commedia Immaturi - Il viaggio, diretta da Paolo Genovese. Nel 2013 è impegnata nelle riprese del film d'azione tedesco The Glorious Seven, diretto da Harald Franklin. Dal 2015 è presente nella serie televisiva Un passo dal cielo, prodotta da Lux Vide, a fianco di Terence Hill, in onda su Rai 1. Nel 2015, Rocío affianca Carlo Conti, Arisa ed Emma alla conduzione del Festival di Sanremo 2015.
Sempre nel 2015, gira, come protagonista femminile nel ruolo di Anna Rossi Ribeiro, la miniserie in due puntate in onda su Rai 1 Tango per la libertà, accanto ad Alessandro Preziosi, con regia di Alberto Negrin. Nello stesso anno, esordisce nel cinema statunitense con il film Tutte le strade portano a Roma, per la regia di Ella Lemhagen, al fianco di Claudia Cardinale e Sarah Jessica Parker. Nel 2017 esordisce a teatro con lo spettacolo Certe notti, per la regia di Giuseppe Miale di Mauro, opera che ha come tema il terremoto dell'Aquila del 2009. Sempre nel 2017, recita accanto a Massimo Boldi nel film Natale da chef, diretto da Neri Parenti. Ad aprile dello stesso anno interpreta il ruolo di Jamila nel film per il cinema diretto da Giuseppe Loconsole e distribuito nel 2018, Tu mi nascondi qualcosa, al fianco di Rocco Papaleo e Giuseppe Battiston.
A novembre del 2017, riprende la sua attività teatrale con la commedia di denuncia sociale Di' che ti manda Picone, in tournée per tutta l'Italia fino ad aprile 2018, al fianco di Biagio Izzo, per la regia di Giuseppe Miale Di Mauro. È poi protagonista femminile insieme con Daniele Liotti anche della quinta stagione di Un passo dal cielo, sempre su Rai 1. Nel 2019 conduce Feliz 2020, il programma di Capodanno trasmesso da TVE1. Seguono ancora due lavori teatrali, Love Letters (2019) e Sherlock Holmes e i delitti di Jack Lo squartatore (2020). Dopo aver condotto la maratona Telethon su Rai 1 nel 2020, nell’ottobre 2021 conduce una puntata de Le Iene con Nicola Savino.
Nel 2022 viene scelta come madrina della 79ª Mostra internazionale d'arte cinematografica di Venezia. Mentre nell'autunno 2023 è impegnata come conduttrice, al fianco del Mago Forest, di una puntata del varietà comico di TV8, GialappaShow. Nel 2023 entra nel cast della quarta edizione del reality Celebrity Hunted: Caccia all'uomo, a cui partecipa in coppia con il compagno Raoul Bova.

## Vita privata
Nell'ottobre del 2011 sul set di Immaturi - Il viaggio, film girato sull'isola greca di Paro, si è legata sentimentalmente al collega attore Raoul Bova, con il quale ha poi avuto due figlie: Luna, nata il 2 dicembre 2015, e Alma, nata il 1º novembre 2018. La coppia si separa nel 2025.
Rocío è dal 2017 madrina del Chicco Di Felicità campagna di beneficenza sostenuta dal marchio per bambini Chicco per l'impegno a favore dell'infanzia in difficoltà.
Nel 2020 in piena pandemia di COVID-19 aiuta l'unità operativa della Croce Rossa Italiana a distribuire pasti caldi, coperte e intimo ai senzatetto di Roma.

## Filmografia

### Attrice

#### Cinema
- Immaturi - Il viaggio, regia di Paolo Genovese (2012)
- Tutte le strade portano a Roma (All Roads Lead to Rome), regia di Ella Lemhagen (2015)
- Natale da chef, regia di Neri Parenti (2017)
- Tu mi nascondi qualcosa, regia di Giuseppe Loconsole (2018)
- Calabria, terra mia, regia di Gabriele Muccino – cortometraggio (2020)
- Reimagine, regia di Gianluca Mangiasciutti – cortometraggio (2021)
- They Talk, regia di Giorgio Bruno (2021)
- Adda passà 'a nuttata, regia di Enrico Maria Lamanna – cortometraggio (2021)
- The Last Try, regia di Ilaria De Andreis (2021)
- Tre sorelle, regia di Enrico Vanzina (2022)
- (Im)perfetti criminali, regia di Alessio Maria Federici (2022)
- Troppa famiglia!, regia di Pierluigi Di Lallo (2022)
- Fuori dal finestrino, regia di Maurizio Matteo Merli – cortometraggio (2022)
- Una gran voglia di vivere, regia di Michela Andreozzi (2023)
- Uomini da marciapiede, regia di Francesco Albanese (2023)

#### Televisione
- La pecera de Eva – serie TV, episodio 1x36 (2010)
- Ángel o demonio – serie TV, 10 episodi (2011)
- Todo es posible en el bajo – serie TV, 11 episodi (2012)
- ¿Bailas?, regia di Javier Balaguer (2012)[Di questo Bailas non trovo traccia da nessuna parte se non nella biografia dell'attrice. Che cos'è? Un film TV? Un cortometraggio TV?]
- Tango per la libertà, regia di Alberto Negrin – miniserie TV, episodi 1x01-1x02-1x03 (2015)
- Un passo dal cielo – serie TV (2015-2019; 2023)
- Donne di Calabria – serie TV, 1 episodio (2021)
- Tre sorelle, regia di Enrico Vanzina – film TV (2022)
- Giustizia per tutti - serie TV, 6 episodi (2022)

### Doppiatrice
- Show Dogs - Entriamo in scena (Show Dogs), regia di Raja Gosnell (2018)

## Programmi televisivi (parziale)
- ¡Mira quién baila!, ¡Más qué baile! (TVE, Telecinco, 2006-2010) - Ballerina professionista
- Premier Casino (Telecinco, 2012-2013) - Conduttrice
- Festival di Sanremo (Rai 1, 2015) - Co-conduttrice
- Bailando con las estrellas (TVE, 2018) - Conduttrice
- ¡Feliz 2020! (TVE, 2019-2020) - Conduttrice
- Telethon (Rai 1, 2020) - Co-conduttrice
- Le Iene (Italia 1, 2021) - Co-conduttrice
- ¡Feliz 2022! (TVE, 2021-2022) - Conduttrice
- Tutti i sogni ancora in volo (Rai 1, 2023) - Co-conduttrice
- GialappaShow (TV8, 2023) - Co-conduttrice
- Celebrity Hunted: Caccia all'uomo (Prime Video, 2024) - Concorrente
- Time To Change (RaiPlay, 2024) - Narratrice
- La bien cantá (La 1, 2024) - Conduttrice

## Teatro
- Certe notti, regia di Giuseppe Miale di Mauro (2017)
- Di' che ti manda Picone, regia di Giuseppe Miale di Mauro (2018)
- Love letters, regia di Veruska Rossi (2019)
- Sherlock Holmes e i delitti di Jack lo Squartatore, regia di Ricard Reguant (2020)
- Parlami d'amore Mariù, regia di Francesco Bellomo (2020)
- Fiori d'acciaio, regia di Michela Andreozzi e Massimiliano Vado (2021-2022)
- Il cappotto di Janis, regia di Enrico Maria Lamanna (2024-2025)

## Libri
- Un posto tutto mio, Sonzogno, 2021.
- Dove nasce il sole, La Corte, 2022.

## Pubblicità
- Alessandro Angelozzi Couture
- Alessandra Rinaudo
- BizTelephone
- Cezbeli Kahvé
- Cotril
- ElArmariodelaTele
- El Mundo
- H&M
- Hogan
- L'Oréal
- McLaren
- Mercedes
- Media Mark
- Nescafé (USA e Sud America)
- Palmolive
- Pinko
- Sandro Ferrone
- Sesderma
- Teléfono de información 11811
- Vodafone

## Riconoscimenti (parziale)
- Premio Kineo Diamanti Del Cinema
  - 2017[22]
- Monte Carlo Award
  - 2021
- Premio Margutta
  - 2021 - Sezione Libri)
- Premio Diva e Donna dell'Anno
  - 2021 - Premio Diva e Donna dell'Anno
- Cinecibo Award (Film They Talk)
  - 2021
- Cinemagia Movie Award
  - 2021